# Maladera rustica
Maladera rustica är en skalbaggsart som beskrevs av Brenske 1893. Maladera rustica ingår i släktet Maladera och familjen Melolonthidae. Inga underarter finns listade i Catalogue of Life.